# Zdeňka Trachtová
Zdeňka Trachtová (* 5. února 1987) je česká novinářka a reportérka, od února 2023 zahraniční zpravodajka Českého rozhlasu v Bruselu.

## Život
Absolvovala Gymnázium Sedlčany a následně vystudovala studovala na Fakultě humanitních studií Univerzity Karlovy, kde v roce 2012 získala titul bakalář. Dále studovala magisterský obor Žurnalistika a mediální studia na Fakultě sociálních věd – studium úspěšně ukončila v roce 2014.
V letech 2012 až 2017 působila v domácím zpravodajství serveru iDNES.cz, kde se zaměřovala na školství, sociální a lidskoprávní oblast. Od roku 2017 pracuje jako politická reportérka Českého rozhlasu. Kromě politiky se zaměřovala také na energetiku a Evropskou unii, reportérsky pokrývala české předsednictví v Radě EU ve druhé polovině roku 2022. Od roku 2022 je spoluautorkou a moderátorkou podcastu „Bruselské chlebíčky“. Od února 2023 se stala zahraniční zpravodajkou Českého rozhlasu v belgickém Bruselu, ve funkci vystřídala Viktora Daňka.
Ve volném čase se věnuje sportu a hudbě.